# Saint-Agathon
 Saint-Agathon  es una comuna y población de Francia, en la región de Bretaña, departamento de Côtes-d'Armor, en el distrito y cantón de Guingamp. Forma parte de la aglomeración urbana de Guingamp.
Está integrada en la Communauté de communes de Guingamp .

## Demografía
| 850 | 891 | 929 | 890 | 972 | 945 | 1 009 | 1 021 | 1 024 | 1 015 | 1 028 | 1 015 | 1 057 | 1 114 | 1 125 | 1 130 | 1 121 | 1 060 | 1 038 | 1 007 | 973 | 945 | 955 | 970 | 982 | 924 | 899 | 890 | 1 106 | 1 331 | 1 453 | 1 783 | 1 973 |
| Para los censos de 1962 a 1999 la población legal corresponde a la población sin duplicidades (Fuente: INSEE [Consultar]) |     |     |     |     |     |       |       |       |       |       |       |       |       |       |       |       |       |       |       |     |     |     |     |     |     |     |     |       |       |       |       |       |